# هوگو گویامون
هوگو گویامون (انگلیسی: Hugo Guillamón؛ زادهٔ ۳۱ ژانویهٔ ۲۰۰۰) بازیکن فوتبال اهل اسپانیا است.
وی همچنین در تیم‌های ملی فوتبال زیر ۱۷ سال اسپانیا، زیر ۱۹ سال اسپانیا، و زیر ۲۱ سال اسپانیا بازی کرده‌است.